# Agave karwinskii
Agave karwinskii är en sparrisväxtart som beskrevs av Joseph Gerhard Zuccarini. Agave karwinskii ingår i släktet Agave och familjen sparrisväxter. Inga underarter finns listade i Catalogue of Life.

## Bildgalleri

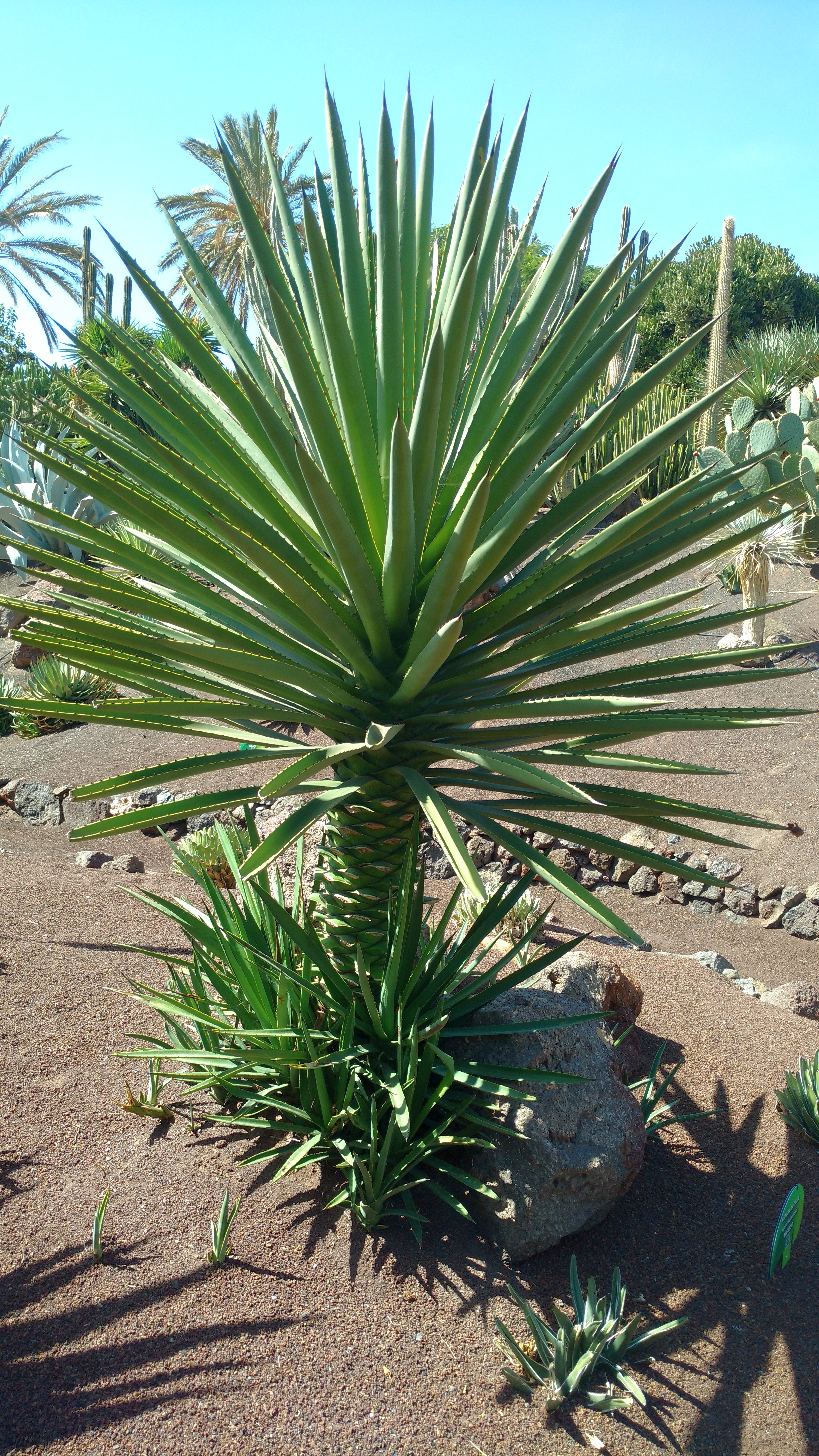
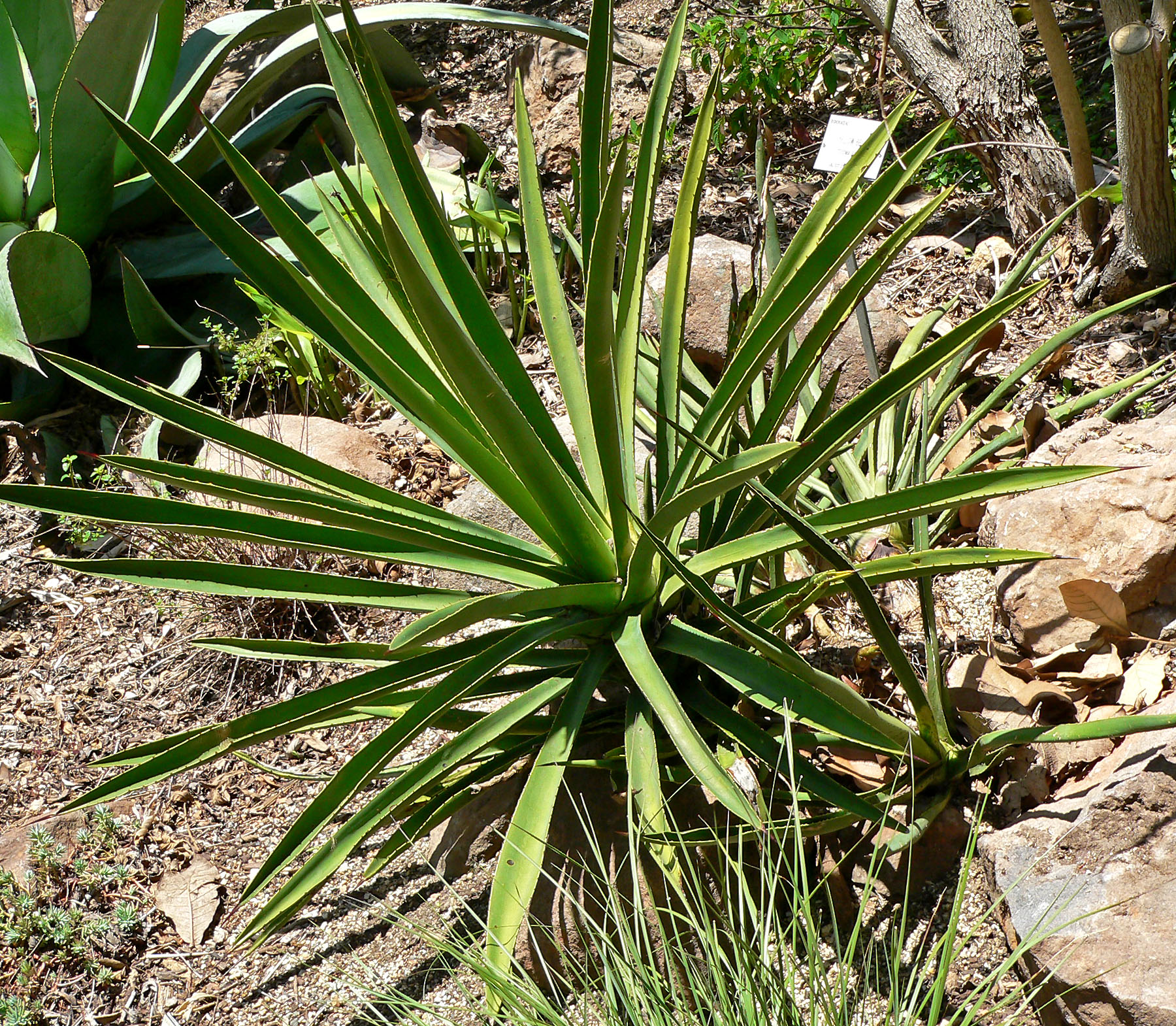
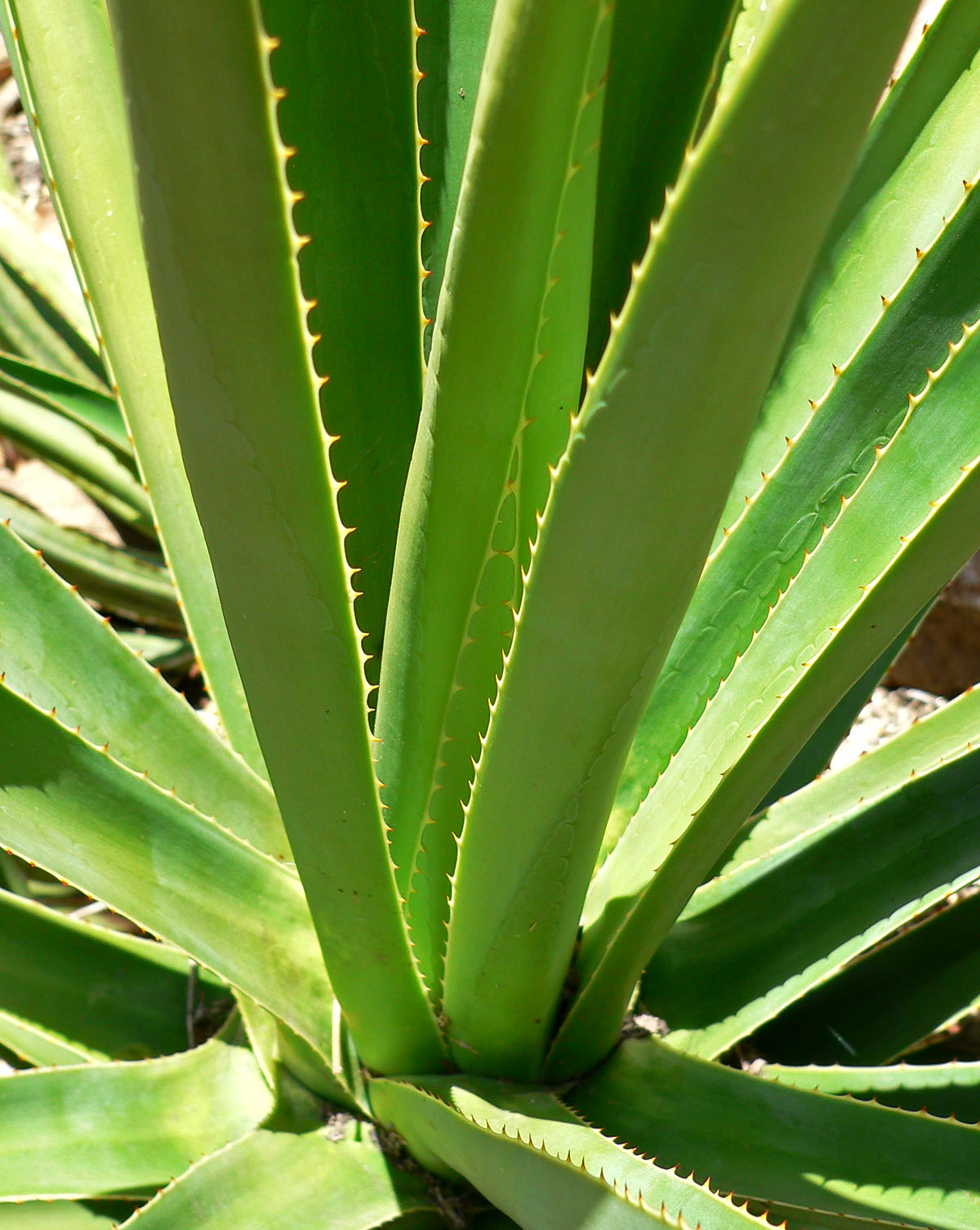
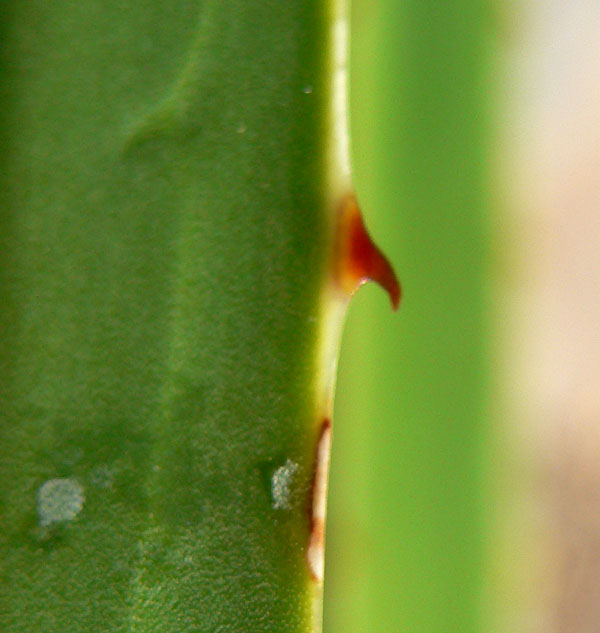